# Råcksta (stacja metra)
Råcksta – powierzchniowa stacja sztokholmskiego metra, leży w Sztokholmie, w dzielnicy Västerort (Hässelby-Vällingby), w Råcksta. Na zielonej linii (T19), między Vällingby i Blackeberg. Dziennie korzysta z niej około 3 500 osób.
Stacja znajduje się między Bergslagsvägen i Jämtlandsgatan. Posiada jedno wyjście zlokalizowane przy Jämtlandsgatan. Stację otworzono 26 października 1952 jako 32. w systemie, składy jeździły wówczas na linii Hötorget-Vällingby. Posiada jeden peron.

## Sztuka
- Ceramiczne fryzy i ręcznie glazurowane kafelki w hali biletowej, Mia E. Göransson, 2001[3]

## Czas przejazdu
| Linia | Stacja          | Czas przejazdu | Stacja                                       | Czas przejazdu                    |
| T19   | Hässelby strand | 7 min          | Åkeshov Alvik T-Centralen Gamla stan Slussen | 7 min 14 min 27 min 28 min 30 min |
| T19   | Hagsätra        | 50 min         | Åkeshov Alvik T-Centralen Gamla stan Slussen | 7 min 14 min 27 min 28 min 30 min |

## Otoczenie
W najbliższym otoczeniu stacji znajdują się:
- Vattenfall
- Råcksta gård
- Råcksta begravningsplats (Cmentarz Råcksta)
- Råcksta krematorium
- Lilla kapallet
- Stora kapallet
- Råcksta Träsk